# 3,4,8-三甲氧基菲-2,5-二酚
3,4,8-三甲氧基菲-2,5-二酚是一种有机化合物，分子式C17H16O5，属于菲衍生物，存在于石斛（Dendrobium nobile）等植物中。